# ديف كريستيان
ديف كريستيان (بالإنجليزية: Dave Christian)‏ هو لاعب هوكي الجليد أمريكي، ولد في 12 مايو 1959 في وورود في الولايات المتحدة.

## وصلات خارجية
- ديف كريستيان على موقع دوري الهوكي الوطني (الإنجليزية)
- ديف كريستيان على موقع قاعة مشاهير الهوكي (لاعب أن.إتش.أل) (الإنجليزية)
- ديف كريستيان على موقع EliteProspects.com (الإنجليزية)
- ديف كريستيان على موقع HockeyDB.com (الإنجليزية)
- ديف كريستيان على موقع Hockey-Reference.com (الإنجليزية)
- ديف كريستيان على موقع أوليمبيديا (الإنجليزية)